# Татабанья (футбольный клуб)
«Татабанья» (венг. FC Tatabánya) — венгерский футбольный клуб из одноимённого города. Основан в 1910 году, домашние матчи проводит на стадионе им. Дьюлы Грошича. В сезоне 2014/15 клуб выступает в НБ 3 (группа Запад), третьем по силе дивизионе Венгрии.

## Европейские соревнования
Клуб дважды побеждал в Кубке Митропы (1973, 1974), а также участвовал в розыгрышах Кубка обладателей кубков, Кубка УЕФА и Кубка Интертото.
| Турнир                        | Матчи | Поб. | Н  | Пор. | ГЗ | ГП |
| ----------------------------- | ----- | ---- | -- | ---- | -- | -- |
| Кубок обладателей кубков УЕФА | 2     | -    | 1  | 1    | 1  | 6  |
| Кубок УЕФА                    | 8     | 2    | 2  | 4    | 6  | 11 |
| Кубок Интертото               | 52    | 20   | 16 | 16   | 96 | 75 |

## Известные игроки
- Дьюла Грошич
- Бела Иллеш
- Йожеф Киприч
- Имре Ковач
- Янош Матюш
- Вячеслав Онучин
- Вилмош Себёк
- Дорж Куемаха
- Вукашин Полексич

## Известные тренеры
- Лайош Детари
- Нандор Хидегкути
- Дьёрдь Сюч